# Heini Walter
Heini Walter, švicarski dirkač Formule 1, * 28. julij 1927, Švica, † 12. maj 2009.
Heini Walter je pokojni švicarski dirkač Formule 1. V svoji karieri je nastopil le na eni dirki za Veliko nagrado Nemčije v sezoni 1962, ko je z dirkalnikom Porsche 718 osvojil štirinajsto mesto z več kot krogom zaostanka za zmagovalcem. 

## Popoln pregled rezultatov
(legenda) (odebeljene dirke pomenijo najboljši štartni položaj, poševne pa najhitrejši krog, †-uvrščen kljub odstopu)
| Leto | Moštvo             | Šasija      | Motor              | 1   | 2   | 3   | 4   | 5  | 6      | 7   | 8   | 9   | Prv | Toč |
| ---- | ------------------ | ----------- | ------------------ | --- | --- | --- | --- | -- | ------ | --- | --- | --- | --- | --- |
| 1962 | Ecurie Filipinetti | Porsche 718 | Porsche Straight-4 | NIZ | MON | BEL | FRA | VB | NEM 14 | ITA | ZDA | JAR | -   | 0   |